# Kloppetjärnen
Kloppetjärnen är en sjö i Strömstads kommun i Bohuslän och ingår i Strömsåns huvudavrinningsområde. Sjöns area är 0,0085 kvadratkilometer och den är belägen 185 meter över havet.